# Llanars
Llanars est une commune d'Espagne dans la communauté autonome de Catalogne, province de Gérone, de la comarque du Ripollès.

## Géographie
Llanars est une commune située dans les Pyrénées.

## Politique et administration

### Intercommunalité
La commune de Llanars fait partie de l'intercommunalité du Vall de Camprodon, avec les communes de Camprodon, Molló, Sant Pau de Segúries, Setcases et Vilallonga de Ter. Son siège est situé à Camprodon.

## Culture locale et patrimoine

### Lieux et monuments
- L'église Saint-Estève ;
- Le vieux pont de Llanars ;
- Le vieux pont d'Espinauga.